# Ambjörnarps landskommun
Ambjörnarps landskommun var en tidigare kommun i dåvarande Älvsborgs län.

## Administrativ historik
Kommunen inrättades i Ambjörnarps socken i Kinds härad i Västergötland när 1862 års kommunalförordningar trädde i kraft.
Vid Kommunreformen 1952 uppgick kommunen i Tranemo landskommun som 1971 ombildades till Tranemo kommun.

## Politik

### Mandatfördelning i Ambjörnarps landskommun 1946
| 4 | 10 | 1 | 5 |

| 18 |